# Evans (cràter)

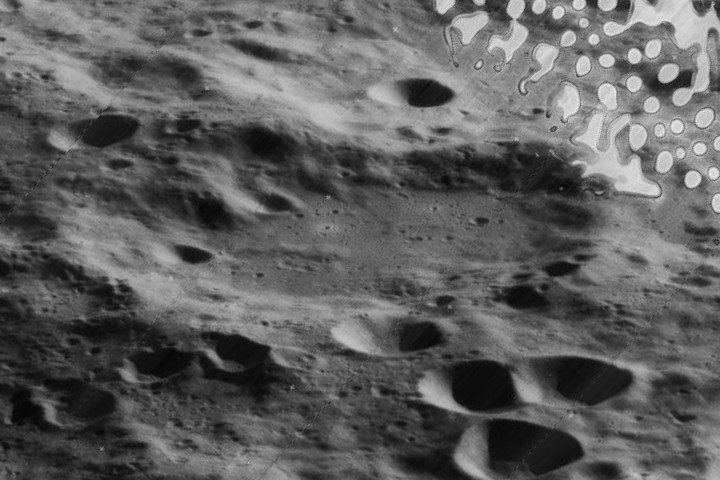
Vista d'Evans des de la Piga Orbiter 5, (costat oest)

Evans és el romanent d'un cràter d'impacte que es troba a la cara oculta de la Lluna, al sud-sud-oest de la immensa plana emmurallada del cràter Hertzsprung, i dins de l'àmplia faldilla formada pel material expulsat durant l'impacte que va originar la conca.
Aquest material ha desbordat la vora nord d'Evans i la part nord del sòl interior. El costat sud no està tan greument danyat, encara que és irregular, i apareix erosionat i cobert per un parell de petits cràters. La part més intacta del brocal és la secció del sud-est.

## Cràters satèl·lit
Per convenció, aquests elements són identificats als mapes lunars posant la lletra al costat del punt mitjà del cràter que està més prop d'Evans.
|       | \| Evans \| Coordenades \| Diàmetre \| \| ----- \| -------------------------------------- \| -------- \| \| Q \| 11° 12′ S, 136° 24′ O / 11.2°S,136.4°O \| 137 km \| |          |
| Evans | Coordenades | Diàmetre |
| Q     | 11° 12′ S, 136° 24′ O / 11.2°S,136.4°O | 137 km   |